# Глаголев, Сергей Николаевич
Сергей Николаевич Глаголев (род. 16 ноября 1959, Кемеровская область) — доктор экономических наук, профессор, ректор БГТУ им. В. Г. Шухова.

## Биография
В 1977 году окончил Чернянскую среднюю школу Белгородской области, в 1982 году — Московский автомобильно-дорожный институт по специальности «Автомобили и автомобильное хозяйство».
Работал на автотранспортных предприятиях Белгорода, в Белгородском горисполкоме и городском Совете народных депутатов (с 1989 по 1993 год), в администрации Белгородской области (с 1993 по 2000 год).
С мая 2000 год преподаёт в Белгородском государственном технологическом университете им. В. Г. Шухова. В разные годы занимал должности: доцента кафедры автомобильных дорог и аэродромов; профессора кафедры организации и безопасности движения; заведующего кафедрой сервиса транспортных и технологических машин; проректора по капитальному строительству, ремонту, хозяйственной эксплуатации и внешним связям; первого проректора по социальному развитию и внешним связям.
В 2002 году окончил Российскую академию государственной службы при президенте Российской Федерации по специальности «Государственное и муниципальное управление».
В 2010 году избран на должность ректора БГТУ им. В. Г. Шухова.
На протяжении 5 лет возглавлял Совет депутатов Белгорода.

## Профессиональная и научная деятельность
В 2002 году С. Н. Глаголев защитил диссертацию на соискание учёной степени кандидата экономических наук по теме: «Формирование экономического механизма гибкого развития промышленного предприятия».
Учёная степень доктора экономических наук получена в 2009 году, учёное звание профессора — в 2012 году. С 2010 года С. Н. Глаголев — профессор кафедры стратегического управления БГТУ им. В. Г. Шухова.
Направление научно-методической деятельности: разработка междисциплинарных учебных комплексов в системе «экономика и стратегия развития транспортного комплекса — управление транспортными процессами — сервис транспортных и технологических машин и оборудования». Автор и соавтор более 220 научных трудов и учебно-методических работ (в том числе 25 монографий, 19 учебных пособий) 13 патентов РФ на изобретения.

### «Диссернет»
Докторская диссертация «Развитие организационно-экономического механизма управления адаптацией промышленного предприятия: теория, оценка, практика» по специальности «Экономика и управление народным хозяйством (экономика, организация и управление предприятиями, отраслями и комплексами (промышленность))» была защищена в 2009 году. Сообщество «Диссернет» нашло плагиат в докторской диссертации: были найдены полные или частичные заимствования с заменой отдельных терминов на 269 страницах из 447.

## Санкции
6 марта 2022 года после вторжения России на Украину подписал письмо в поддержу российской агрессии. С 9 июня 2022 года находится под персональными санкциями Украины за поддержку войны. Также был внесён ФБК в список коррупционеров и разжигателей войны за поддержку нападения на Украину, 16 марта 2022 года форумом свободной России внесён в «Список Путина» с предложением введения против него международных санкций.

## Награды, премии и звания

### Государственные и ведомственные награды
- медаль ордена «За заслуги перед Отечеством» II степени (2016)[14];
- медаль «За заслуги перед Землёй Белгородской»" I степени (2017)[15];
- медаль «За заслуги перед городом Белгородом» III степени (2019)[16];
- благодарность Президента Российской Федерации (2019)[17];
- медаль лауреата Всероссийского конкурса «Инженер года» (2007)[18].
- Юбилейная медаль «МПА СНГ. 30 лет» (16 ноября 2023 года, Межпарламентская ассамблея СНГ) — за заслуги в деле развития и укрепления парламентаризма, за вклад в развитие и совершенствование правовых основ функционирования Содружества Независимых Государств, укрепление международных связей и межпарламентского сотрудничества[19]
- Звание «Почётный работник высшего профессионального образования РФ»

### Общественные награды
- медаль «Инженер десятилетия» Международного союза научных и инженерных общественных объединений (2012)[20];

## Основные работы
- Глаголев С. Н. Экономический механизм гибкого развития промышленного предприятия: монография. — С.-Пб.: Химиздат, 2002. — 174 с.
- Бухонова С. М., Глаголев С. Н., Карнаушенко О. А.. Оценка и выбор делового партнёра: монография. — С.-Пб.: Химиздат, 2004. — 141 с.
- Глаголев С. Н. Практика формирования механизма адаптации промышленных предприятий в условиях изменяющейся рыночной среды: монография. — Белгород: Изд-во БГТУ им. В. Г. Шухова, 2009. — 245 с.
- Дорошенко Ю. А., Глаголев С. Н. и др. Стратегическое развитие промышленности строительных материалов: монография. — Белгород: Изд-во БГТУ им. В. Г. Шухова, 2010. — 212 с.
- Дорошенко Ю. А., Моисеев В. В., Глаголев С. Н. Актуальные проблемы инвестиций и инноваций в современной России: монография. — М.: Директ-Медиа, 2014. — 426 с.
- Глаголев С. Н., Моисеев В. В. Бизнес и власть: монография. — М. : Директ-Медиа, 2014. — 420 с.
- Дорошенко Ю. А. Моисеев, В. В., Глаголев С. Н. Коррупция в экономике России: монография. — Белгород: Изд-во БГТУ им. В. Г. Шухова, 2014. — 292 с.
- Глаголев С. Н., Моисеев В. В. Импортозамещение в экономике России: монография. — Белгород: Изд-во БГТУ им. В. Г. Шухова, 2015. — 275 с.
- Глаголев С. Н., Моисеев В. В. Экономика современной России: проблемы и перспективы развития: монография. — Белгород: Издательство БГТУ им. В. Г. Шухова, 2016. — 271 с.
- Дорошенко Ю. А., Глаголев С. Н. и др. Стратегические аспекты инновационного развития экономики: монография. — Белгород: Издательство БГТУ им. В. Г. Шухова, 2017. — 172 с.